# ایمان زندی
ایمان زندی (متولد ۲۶ شهریور ۱۳۶۰ در فولادشهر) بازیکن حرفه‌ای بسکتبال اهل ایران می‌باشد. وی در نفت سپاهان بازی می‌کند.زندی سابقه بازی در تیم‌های ذوب آهن اصفهان ، بیم مازندران و راه و ترابری قم را نیز در کارنامه خود دارد.